# Sinzig (Ortsbezirk)
Sinzig ist der bevölkerungsreichste Ortsbezirk und der Kernbereich der gleichnamigen Stadt Sinzig im Landkreis Ahrweiler von Rheinland-Pfalz.

## Lage
Der Ortsbezirk liegt im unteren Ahrtal im linksrheinischen Teil des Unteren Mittelrheingebiets zwei Kilometer westlich des Flusses. Er wird östlich vom Rhein begrenzt, ansonsten ist er von Bergen umgeben, die zur Osteifel gehören. Westlich des Zentrums erhebt sich der Hellenberg (143 m ü. NHN), südlich der Wadenberg (138,7 m ü. NHN).
Zum Ortsbezirk Sinzig gehören die Wohnplätze Forsthaus Dachsbach, Godenhaus, Harbachsmühle, Hennes-Schneider-Haus, Hombüchel und Schloss Ahrenthal.

## Geschichte
Zur Geschichte der eigenständigen Gemeinde Sinzig siehe Abschnitt „Geschichte“ im Artikel Sinzig.
Im Zuge der rheinland-pfälzischen Gebietsreform wurden am 7. Juni 1969 die bis dahin selbständigen Gemeinden Bodendorf (damals 1668 Einwohner), Franken (373), Koisdorf (365), Löhndorf (939) und Westum (1060) in die Stadt Sinzig eingemeindet.
Während für die fünf eingemeindeten Orte zeitnah jeweils ein Ortsbezirk eingerichtet wurde, erfolgte dies für Sinzig selbst erst im August 1989 nach einem entsprechenden Beschluss im Stadtrat.

## Politik

### Ortsbezirk
Sinzig ist einer von sechs Ortsbezirken der Stadt und umfasst das Gebiet von Sinzig vor den Eingemeindungen im Jahr 1969. Der Stadtteil wird von einem Ortsbeirat sowie einem Ortsvorsteher politisch vertreten.

### Ortsbeirat
Der Ortsbeirat besteht aus 13 Mitgliedern, die bei der Kommunalwahl am 9. Juni 2024 in einer personalisierten Verhältniswahl gewählt wurden, und dem ehrenamtlichen Ortsvorsteher als Vorsitzendem.
Die Sitzverteilung im Ortsbeirat:
| Wahl | SPD | CDU | Grüne | FDP | FWG | Gesamt   |
| ---- | --- | --- | ----- | --- | --- | -------- |
| 2024 | 2   | 4   | 2     | 1   | 4   | 13 Sitze |
| 2019 | 1   | 4   | 3     | 1   | 4   | 13 Sitze |
| 2014 | 2   | 5   | 2     | 1   | 3   | 13 Sitze |
| 2009 | 2   | 6   | 2     | 1   | 2   | 13 Sitze |

- FWG = Freie Wähler – Bürgerliste Sinzig e. V.

### Ortsvorsteher
Reiner Friedsam (FWG) wurde am 16. Juli 2024 Ortsvorsteher von Sinzig. Bei der Direktwahl am 9. Juni 2024 hatte er sich mit einem Stimmenanteil von 61,5 % gegen einen Mitbewerber durchgesetzt.
Friedsams Vorgänger Gunter Windheuser (FWG) hatte das Amt im August 2014 übernommen und kandidierte zur Wahl 2024 nicht erneut als Ortsvorsteher. Zuvor hatte Silvia Mühl das Ehrenamt von 2009 bis 2014 ausgeübt.

## Kultur, Religion und Sehenswürdigkeiten
Siehe Abschnitt „Kultur, Religion und Sehenswürdigkeiten“ im Artikel Sinzig.

## Wirtschaft und Infrastruktur
Siehe Abschnitt „Wirtschaft und Infrastruktur“ im Artikel Sinzig.